# Oskomian bilimbi
Oskomian bilimbi, bilimbi (Averrhoa bilimbi L.) – gatunek tropikalnego drzewa z rodziny szczawikowatych (Oxalidaceae). Pochodzi z Południowo-Wschodniej Azji, w uprawie również w innych krajach tropikalnych.

## Morfologia
PokrójWiecznie zielone drzewo o kulistej koronie. W zależności od odmiany osiąga od 7 do 10 m wysokości.
LiścieUlistnienie naprzemianległe. Liście pierzaste, o długości do 60 cm.
KwiatyCiemnoczerwone. Kwiatostany często wyrastają prosto z pnia.
OwocZielona, bardzo kwaśna jagoda o wydłużonym kształcie, przypominająca kształtem ogórek.

## Zastosowanie
- Sztuka kulinarna. Owoce są jadalne, wykorzystywane w kuchni krajów azjatyckich.